# ヨハン・ダーフィット・シュープ

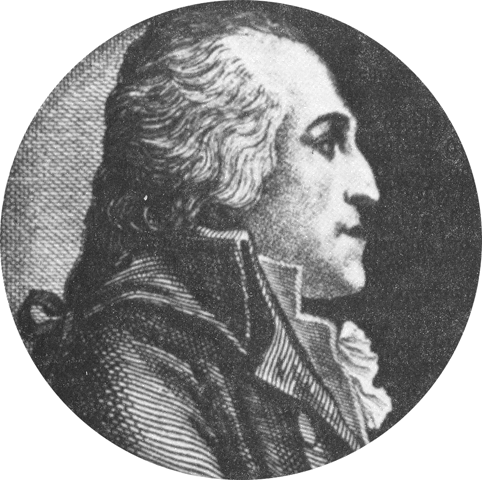
Johann David Schoepf (1752–1800)

ヨハン・ダーフィット・シュープ（Johann David Schoepff または Schoepf、Schöpf、1752年3月8日 – 1800年9月10日）は、ドイツの植物学者、動物学者、医師である。

## 生涯
バイエルン州のバイロイトに生まれた。医師となり、ブランデンブルク＝バイロイト辺境伯カール・アレクサンダーの侍医となった。アメリカ独立戦争で、イギリス軍が徴募して作られたヘッセン人の傭兵軍に軍医として加わり1777年にニューヨークに渡った。ロードアイランドに駐留する間にアメリカの博物学的な研究をすることを決意し、戦争が終わった後、2年間アメリカに留まり、フロリダやバハマ諸島を調査した。
1784年にヨーロッパに戻り、医学専門学校、United Medical Colleges of Ansbach and Bayreuthで働いた。シュープのアメリカの旅行記はReisen durch einige der mittleren und südlichen vereinigten nordamerikanischen Staaten nach Ostflorida und den Bahamainseln, unternommen in den Jahren 1783 und 1784 として2巻本で出版され、1911年に英訳本が出版された。

## 著作
- Materia medica Americana potissimum regni vegetabilis. - Repr. Erlangae, 1787. - Cincinnati, Ohio : Lloyd Library, 1903. Digitalisierte Ausgabe Universitäts- Landesbibliothek Düsseldorf